# Musée d'Art contemporain Goulandrís (Athènes)
Pour les articles homonymes, voir Musée Goulandris.
Le musée d'Art contemporain de la fondation Vassílis et Elísa Goulandrís (en grec moderne : Μουσείο Σύγχρονης Τέχνης του Ιδρύματος Βασίλη & Ελίζας Γουλανδρή) est un musée grec  situé dans le quartier de Pangráti à Athènes. Inauguré le 1er octobre 2019 par le Président de la République hellénique Prokópis Pavlópoulos, le lieu accueille une partie de la riche collection d'art moderne et contemporain acquise par l'armateur Vassílis Goulandrís (en) et son épouse Elísa (en).

## Emplacement
Le musée est situé au centre-ville d'Athènes, à environ 900 m au sud-est de la place Sýntagma et à 100 m à l'est du stade panathénaïque. Il est établi au sud de l'église Saint-Spyridon et de la place éponyme réaménagée lors de la construction du musée.

## Histoire
Héritier d'une riche famille d'armateurs de l'île d'Andros, Vassílis Goulandrís et son épouse Elísa acquirent, à partir des années 1950, une collection considérable d'œuvres des mouvements modernistes et d'art d'après-guerre.
L'idée de créer un musée dans la capitale grecque est apparue dans les années 1980, quelques années après que le musée d'art contemporain Goulandrís a ouvert ses portes à Andros. Un temps pressenti au sein d'une demeure néo-classique du quartier de Kolonáki, un terrain situé à côté du Conservatoire d'Athènes est finalement choisi et la conception architecturale du futur musée est confiée à l'architecte sino-américain Ieoh Ming Pei. Toutefois, la découverte des vestiges du Lycée d'Aristote eut raison du projet.
À la mort de Vassílis Goulandrís en 1994, le projet de musée est poursuivi par son épouse et Kyriákos Koutsomállis, directeur de la fondation Vassílis et Elísa Goulandrís. Un terrain dans le quartier de Pangráti est acheté mais le décès d'Elísa Goulandrís en 2000, suivi d'une longue bataille juridique autour de la collection, retarda considérablement l'ouverture du musée.

## Bâtiment
Le musée est installé au sein d'une maison néo-classique datant des années 1920. Commencés en août 2012, les travaux de rénovation de la structure existante et de construction d'une extension moderne sommitale se sont achevés en octobre 2018.
Le bâtiment de 7 250 m2 compte 11 étages, dont 6 situés hors sol et 5 en sous-sol. Seuls 7 étages sont accessibles aux visiteurs, dont 5 consacrés aux expositions muséales (1 654 m2). Le rez-de-chaussée du bâtiment est dévolu à l'accueil et à la boutique du musée tandis qu'une mezzanine abrite un café-restaurant. Au deuxième sous-sol se trouve une bibliothèque consacrée à l'art abritant près de 6 000 ouvrages. Un auditorium d'environ 190 places est situé au troisième sous-sol.

## Collections
Le musée rassemble une collection d'œuvres d'art datant principalement des années 1880 à nos jours, même si l'une des pièces maîtresses, la Sainte Face ou voile de Véronique du Greco, date du XVIe siècle. Considérée comme la première acquisition importante du couple Goulandrís, cette œuvre accueille aujourd'hui symboliquement les visiteurs à l'entrée des salles du premier étage.

### Premier sous-sol
Le premier sous-sol de 530 m2 est consacré aux expositions temporaires.

### Premier étage: art moderne, art contemporain et art décoratif
Dans la salle principale se trouvent des œuvres de plusieurs grands noms de l'art moderne et contemporain, comme Braque, Chagall, Cézanne, Claudel, Degas, Gauguin, Kandinsky, Klee, Hélion, Léger, Miró, Monet, Picasso, Renoir, Rodin, Toulouse-Lautrec et van Gogh. Une pièce attenante renferme de la porcelaine chinoise, des objets en verre, ainsi que du mobilier et des objets décoratifs.

### Deuxième étage: regards sur lesXIXeetXXesiècles
La salle accueille des dessins, des gravures, des peintures et sculptures de nombreux maîtres de la fin du XIXe siècle, de la première moitié du XXe siècle et de l'art contemporain, notamment Bacon, Balthus, Botero, Bonnard, César, de Chirico, Derain, Ernst, Forain, Giacometti, Hundertwasser, Lichtenstein, Matisse, Modigliani, Niki de Saint Phalle, Pollock et Soulages.

### Troisième étage: art international et art moderne grec
La salle principale expose des œuvres d'artistes grecs comme Níkos Chatzikyriákos-Ghíkas, Giánnis Móralis, Konstantínos Parthénis, Ánna-María Tsakáli et Panagiótis Tétsis. Une salle attenante présente des œuvres d'Edward Ruscha, d'Anselm Kiefer, de François Rouan et de Takis.

### Quatrième étage: art contemporain grec
Le dernier étage des collections est consacré aux artistes grecs d'art contemporain, parmi lesquels Alékos Fassianós, Giánnis Kounéllis, Marína Karélla, Sofía Vári, Álkis Pierrákos, Sotíris Sórogas (el) et Giórgos Rórris (el).

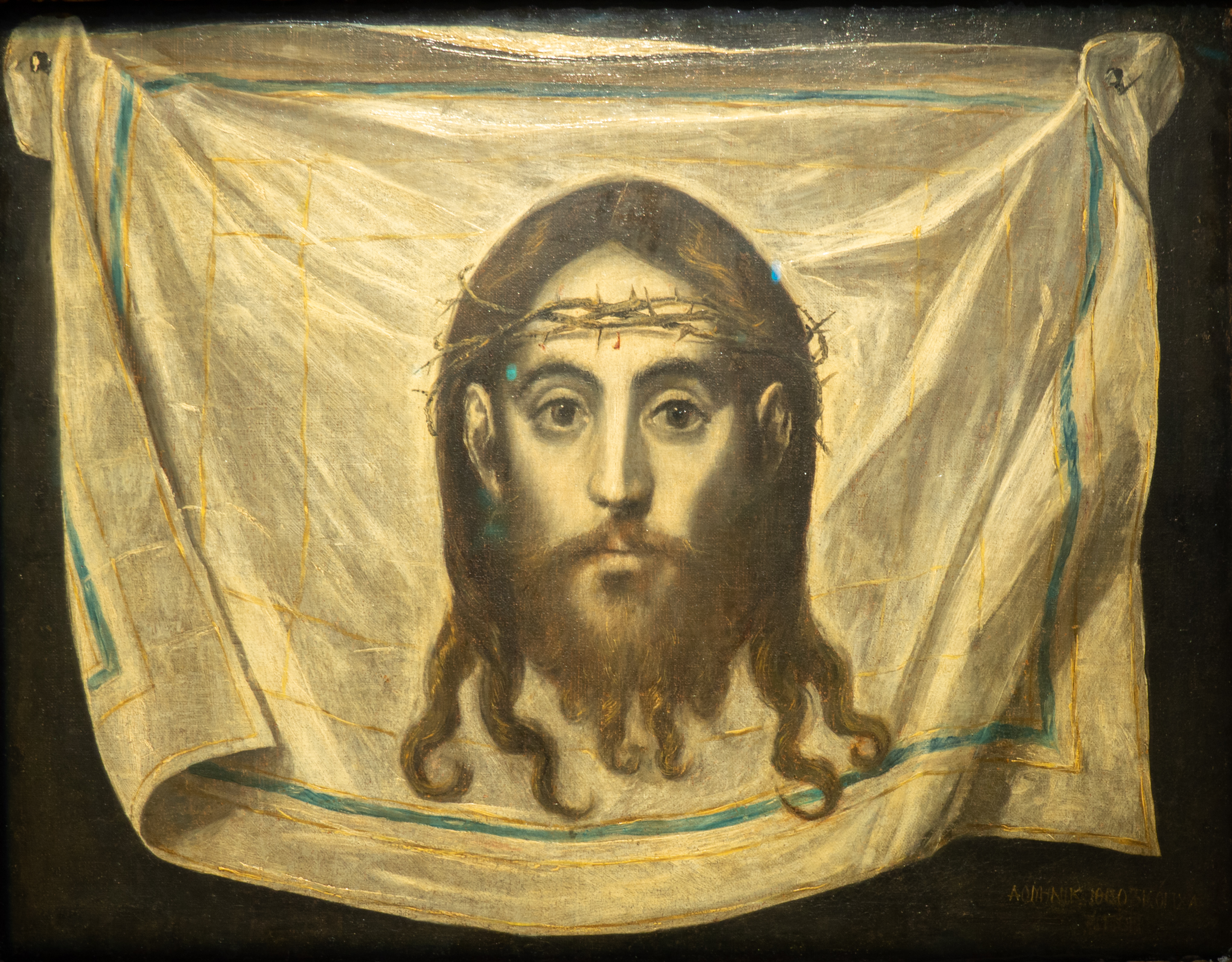
Le Greco, La Sainte Face, vers 1580.
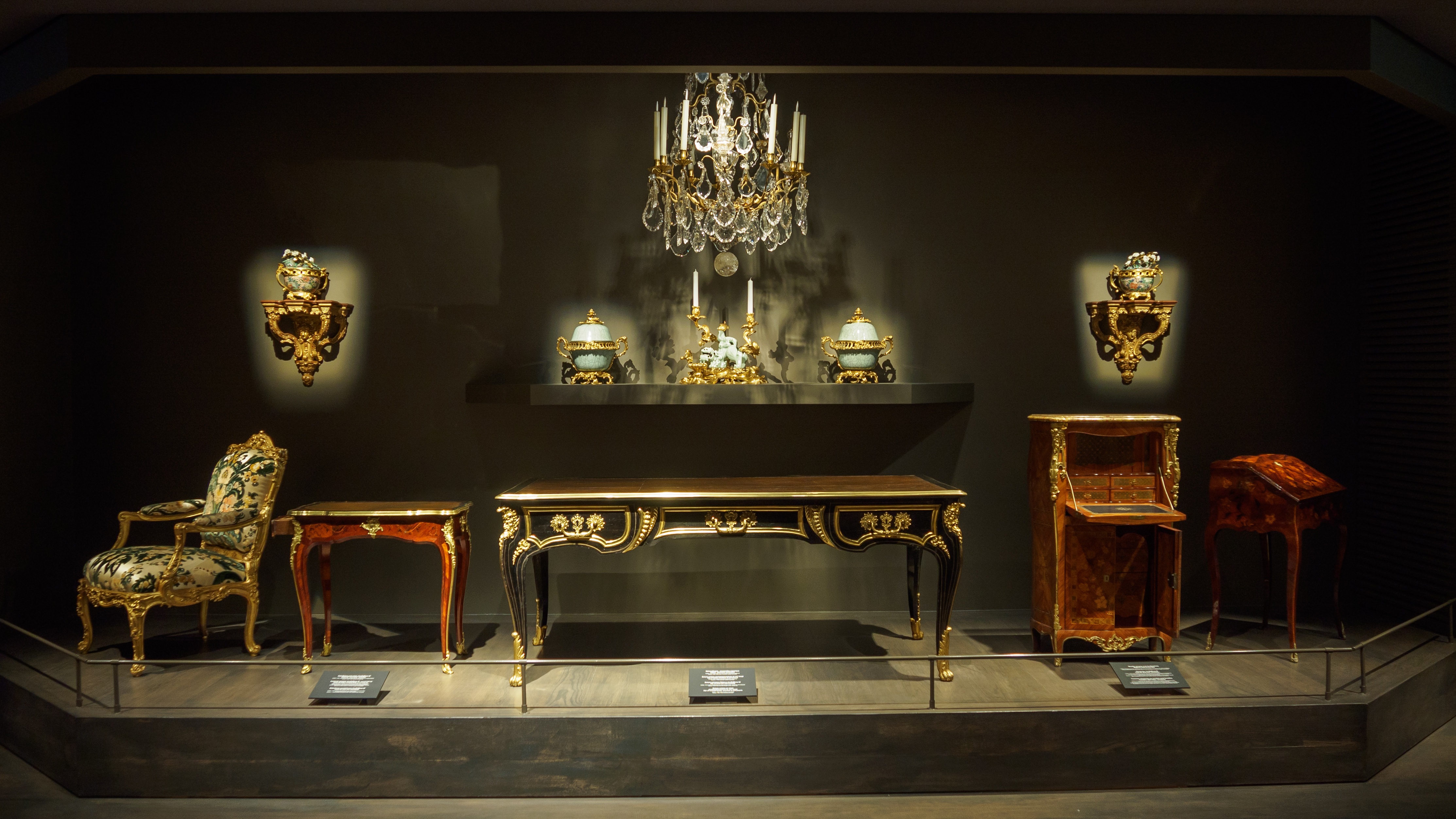
Mobilier et objets décoratifs.
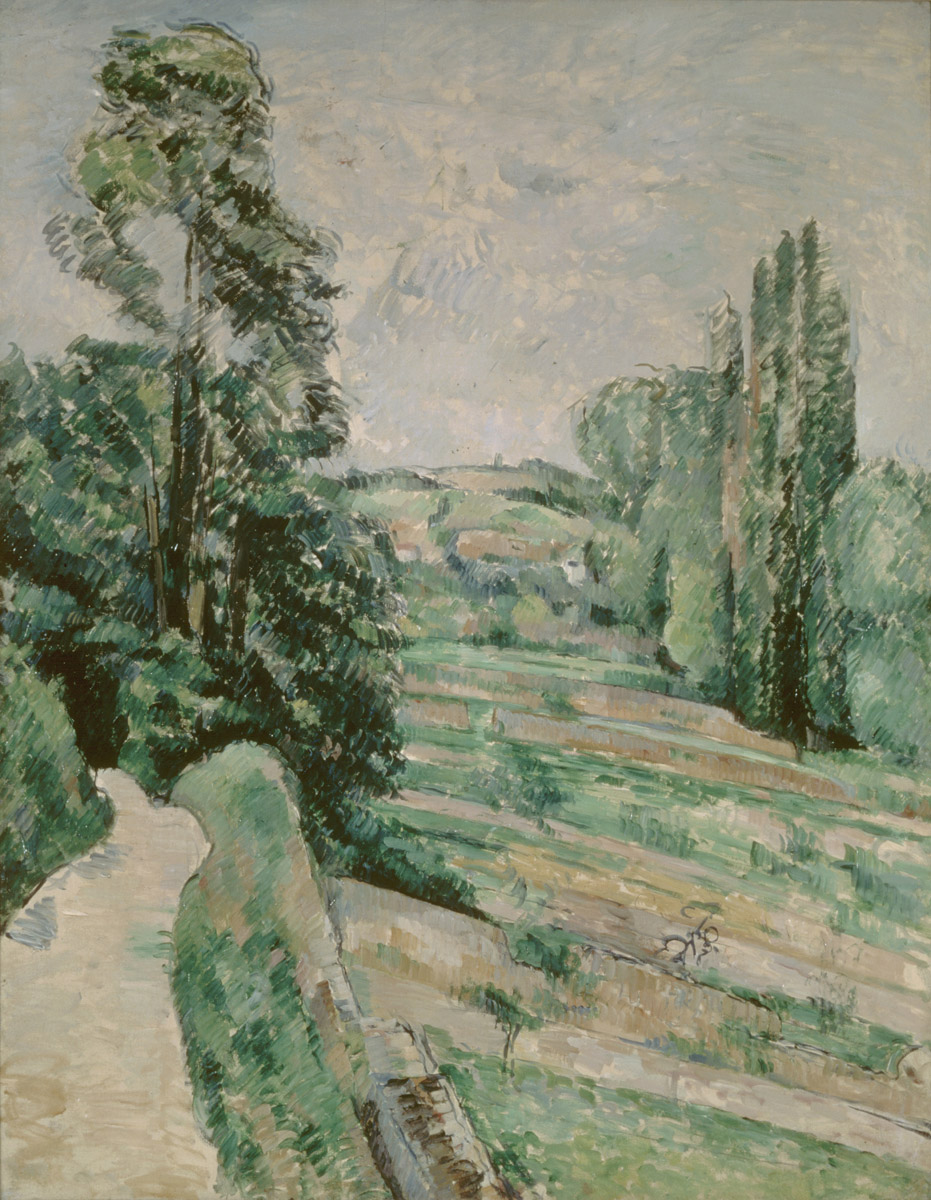
Paul Cézanne, La campagne d'Auvers-sur-Oise, 1881-1882.
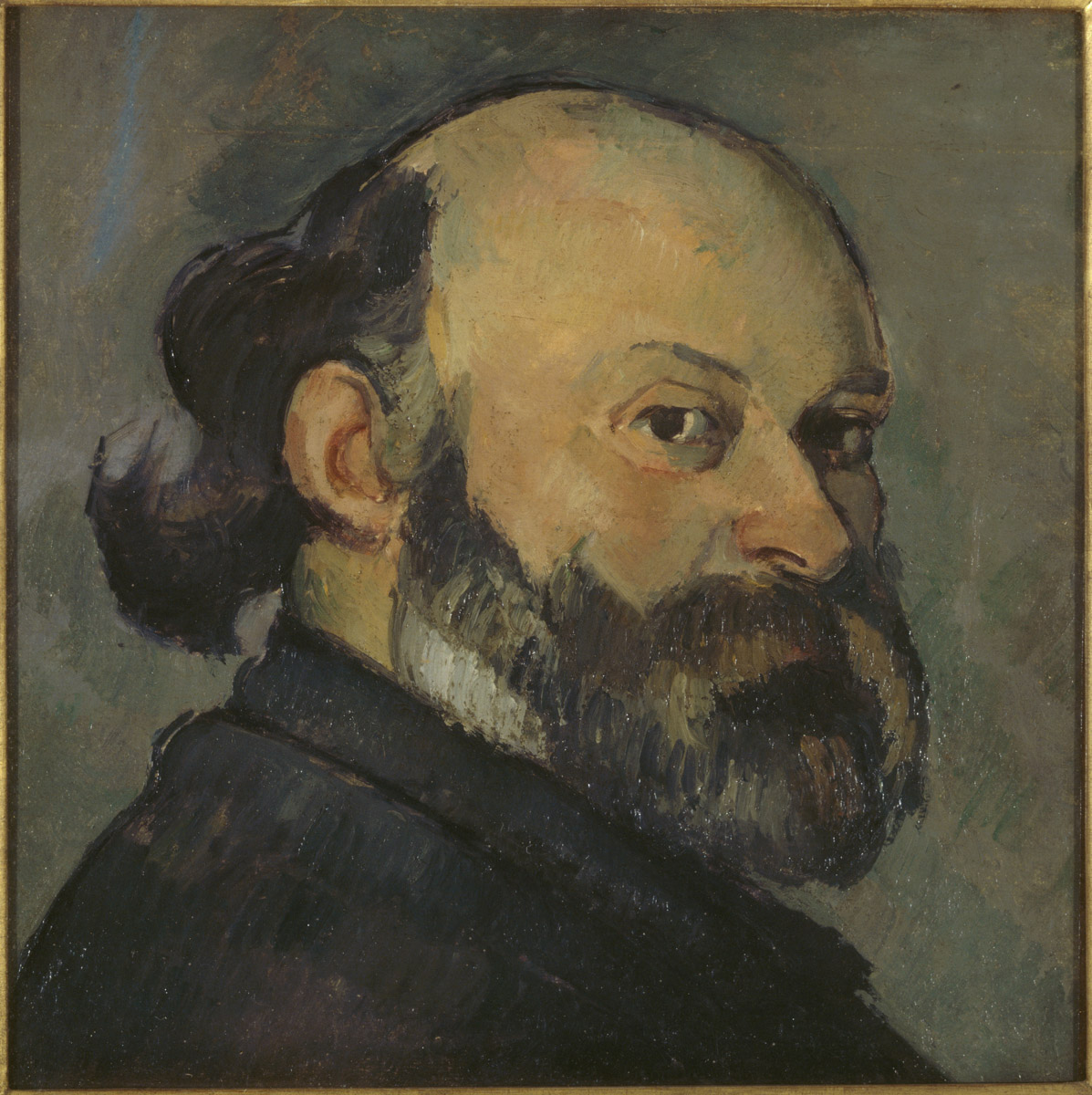
Paul Cézanne, Portrait de l'artiste regardant par-dessus son épaule, 1883-1884.
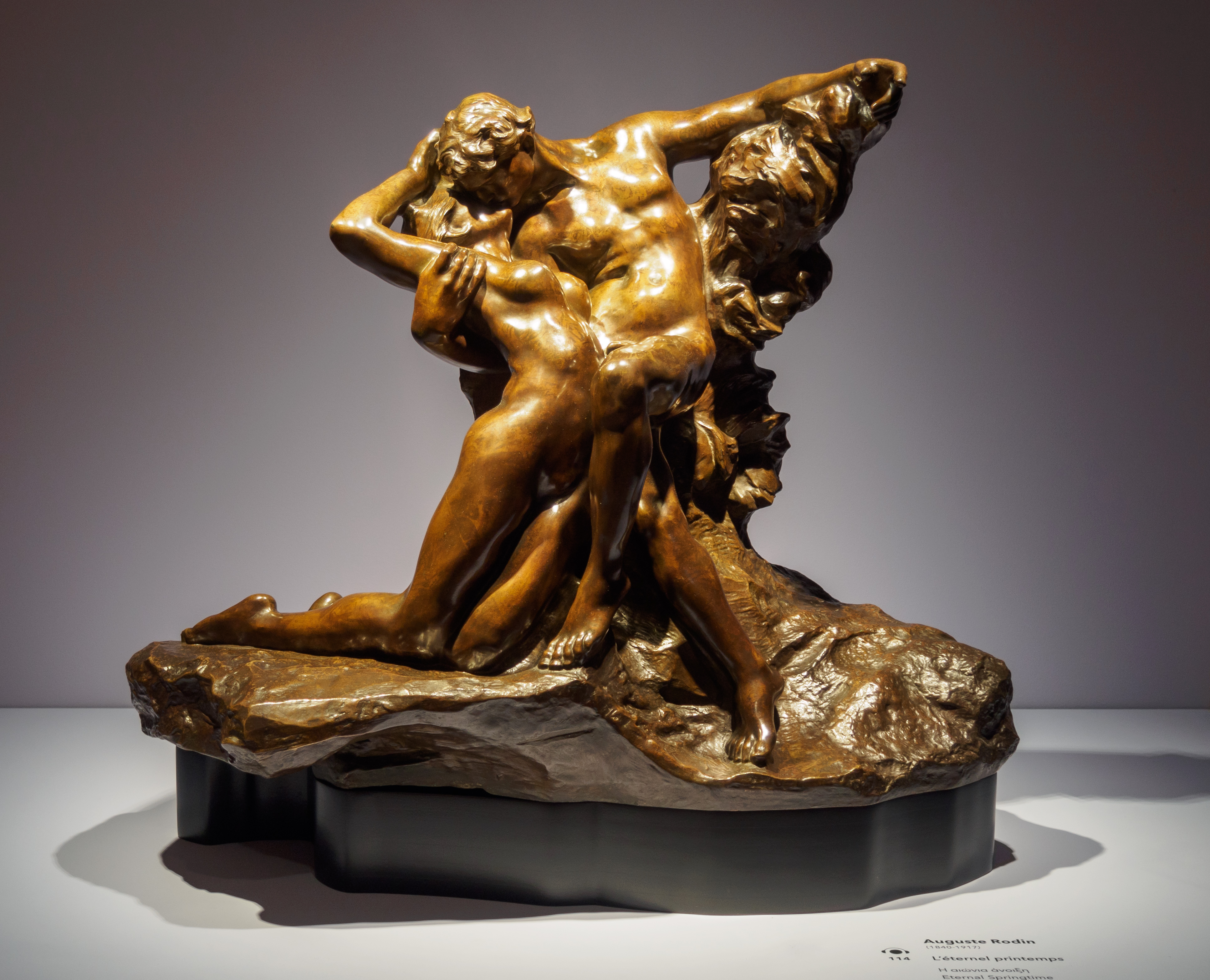
Auguste Rodin, L'Éternel Printemps, 1884.
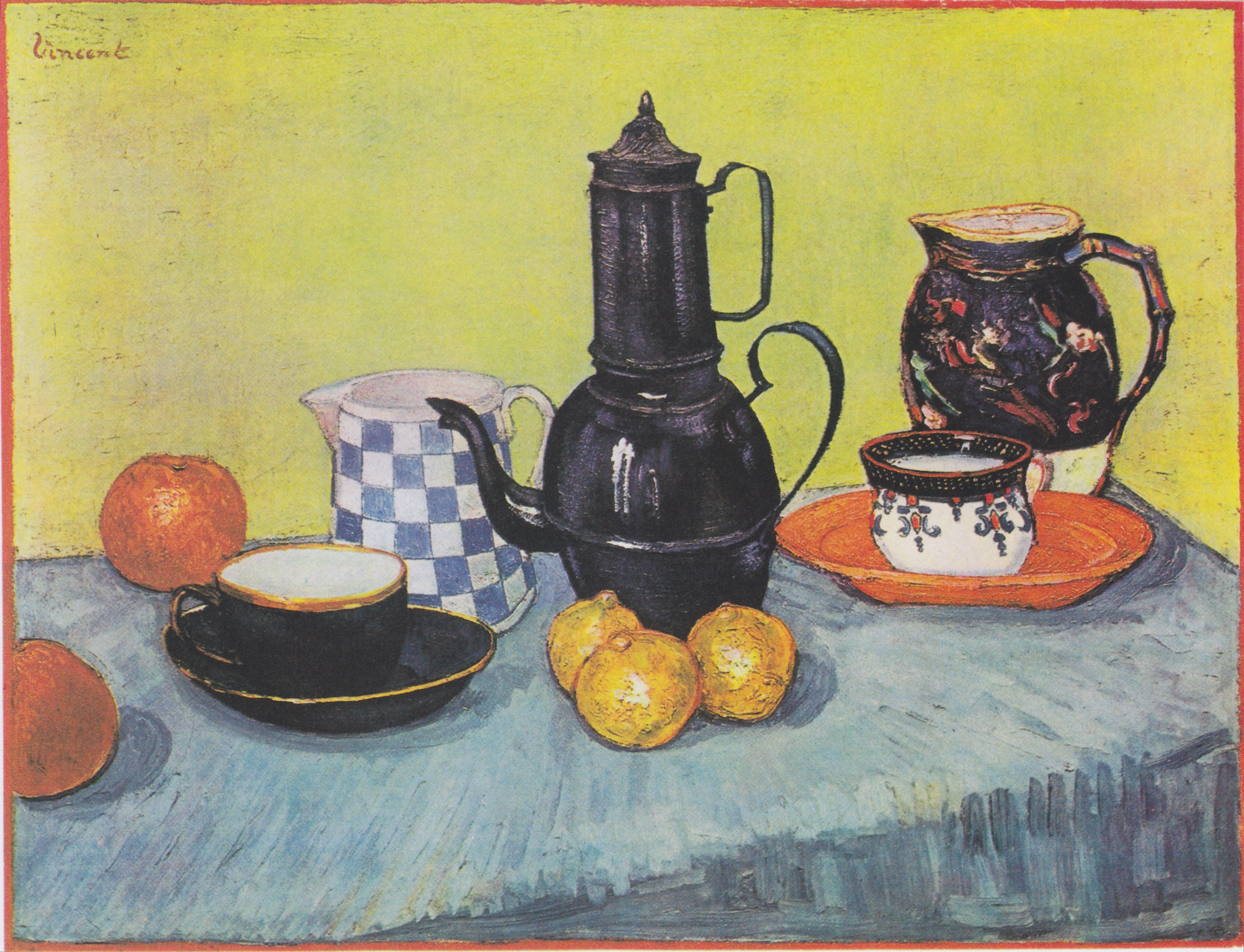
Vincent van Gogh, Nature morte à la cafetière, 1888.
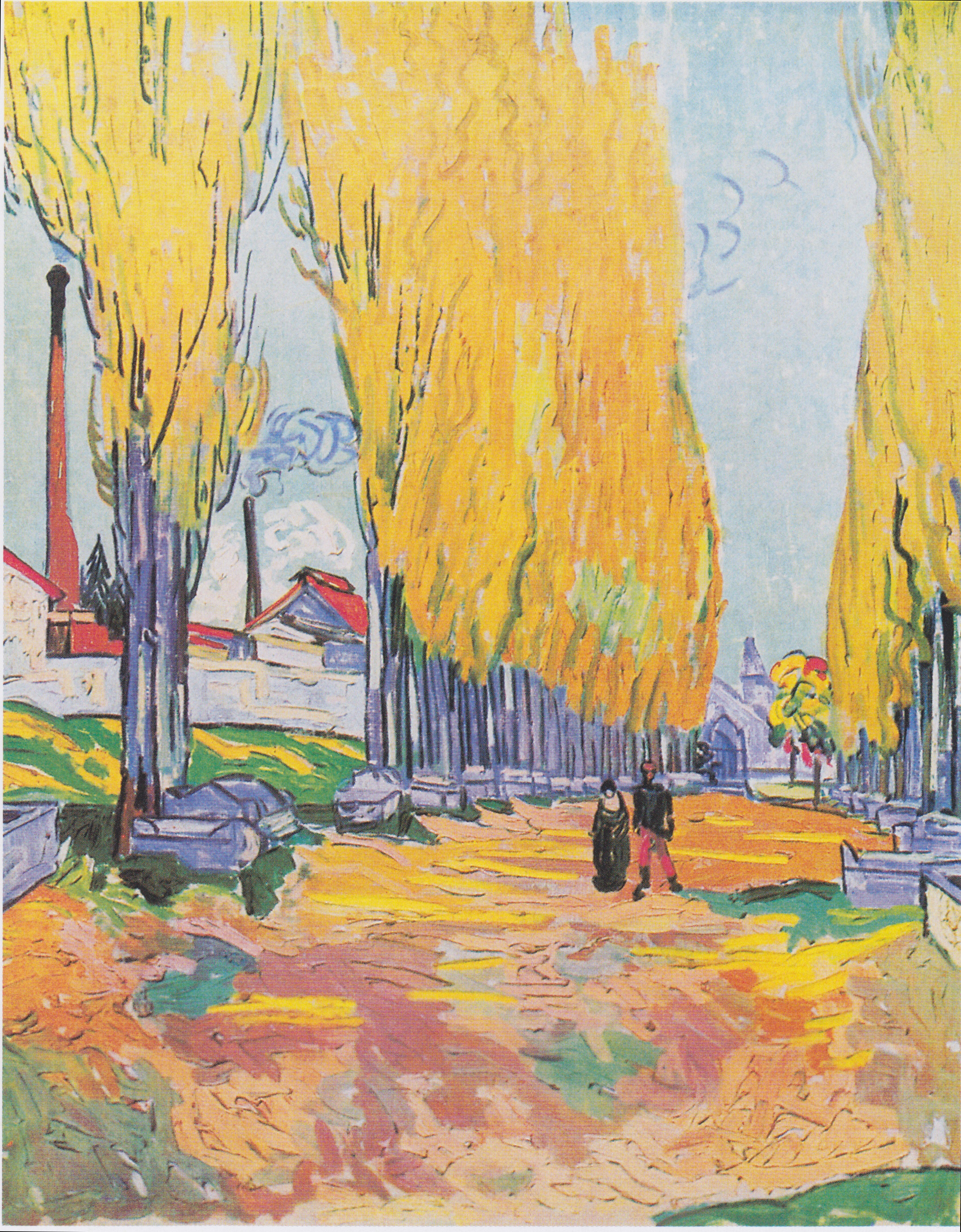
Vincent van Gogh, Les Alyscamps, 1888.
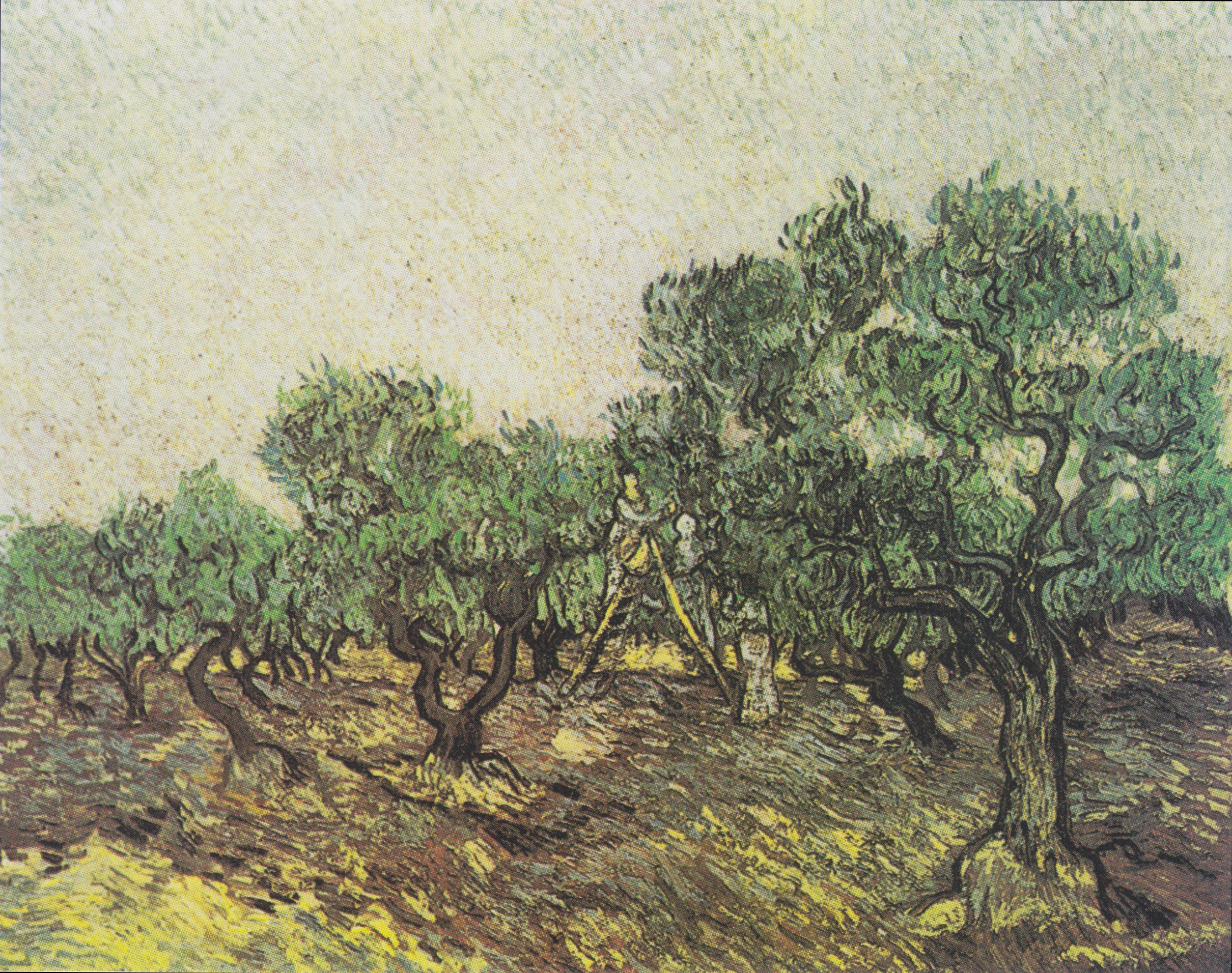
Vincent van Gogh, La récolte des olives, 1889.
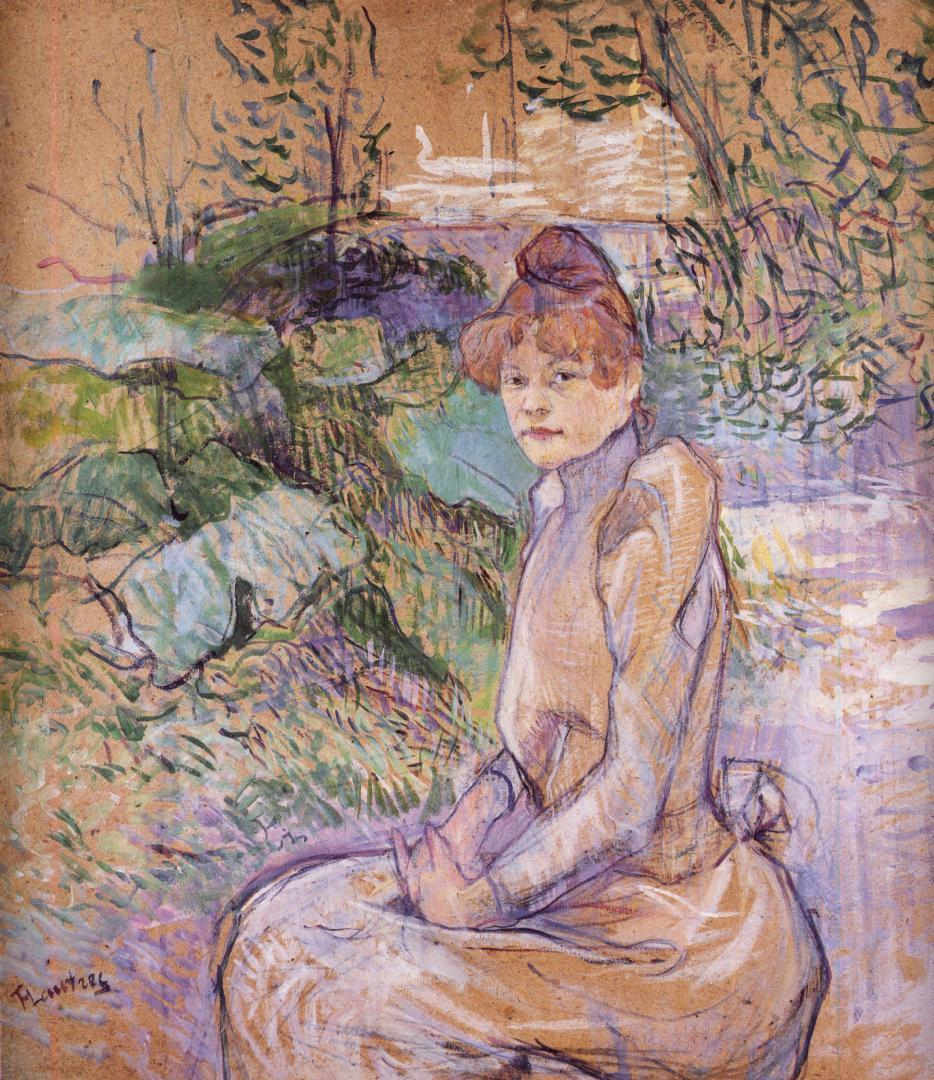
Henri de Toulouse-Lautrec, Femme dans le jardin de monsieur Forest, 1891.
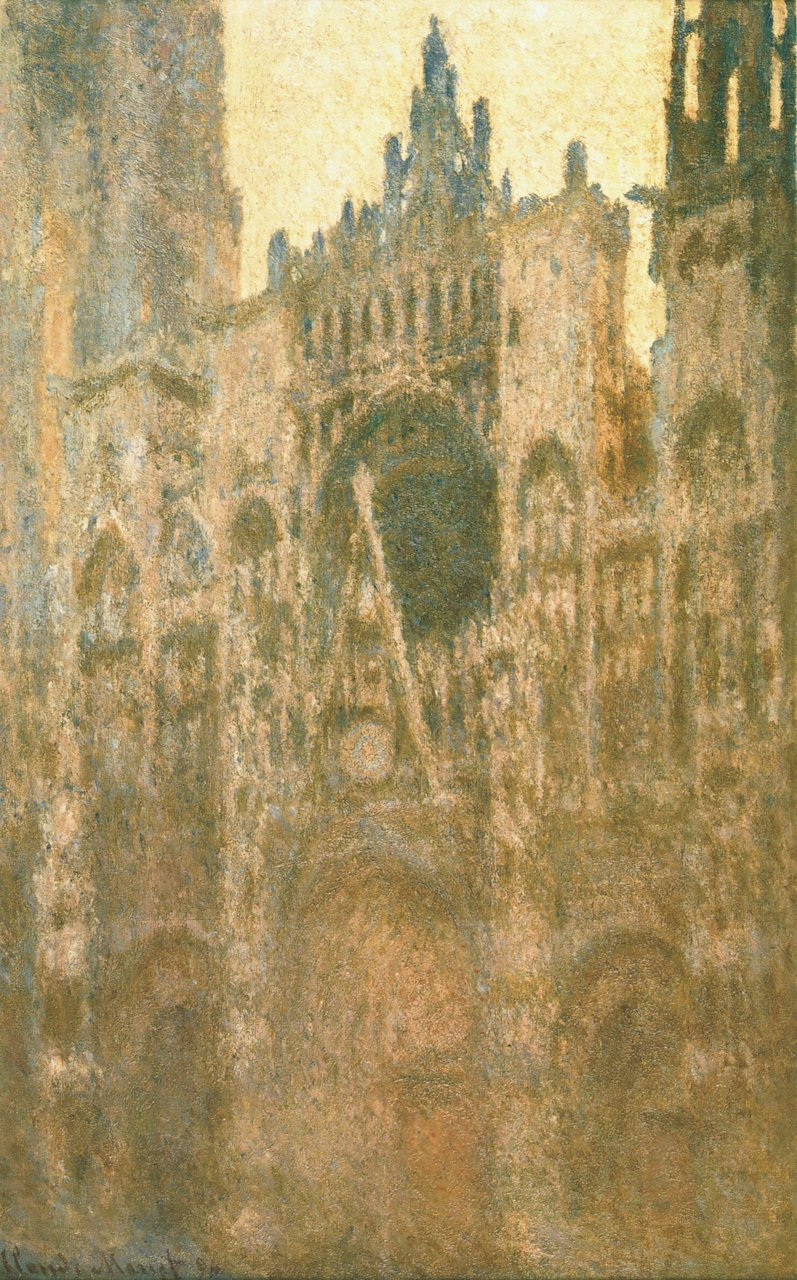
Claude Monet, Cathédrale de Rouen, le portail, effet de matin, 1894.
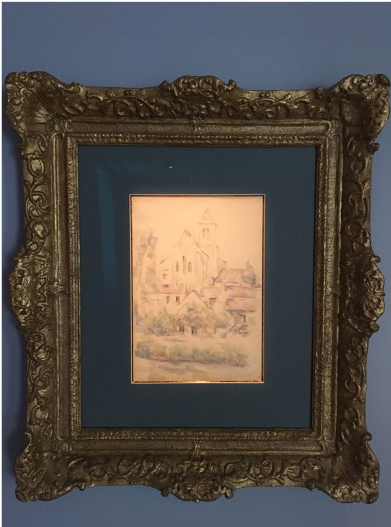
Paul Cézanne, L’église de Montigny-sur-Loing, 1898.
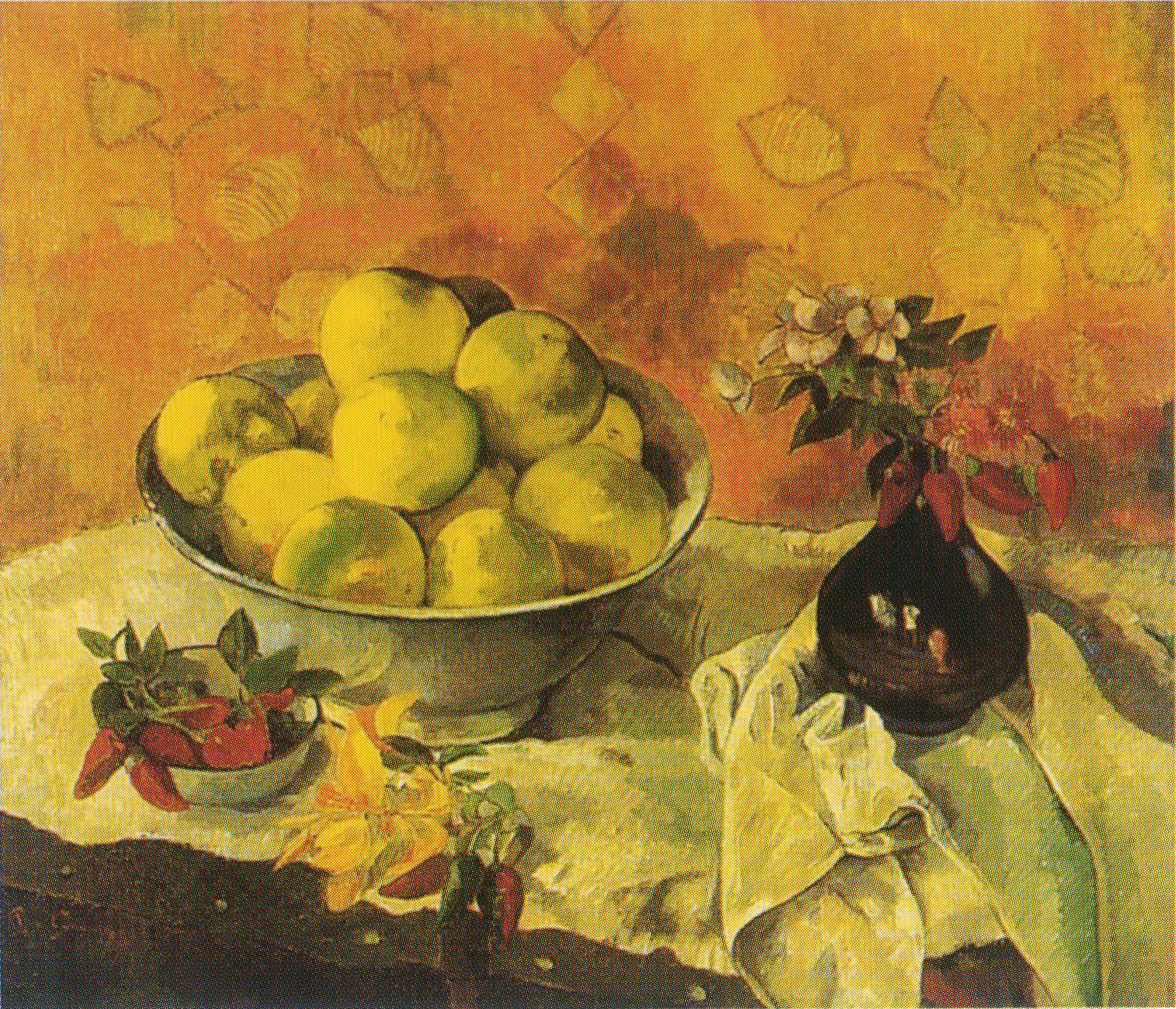
Paul Gauguin, Nature morte aux pamplemousses, 1901.
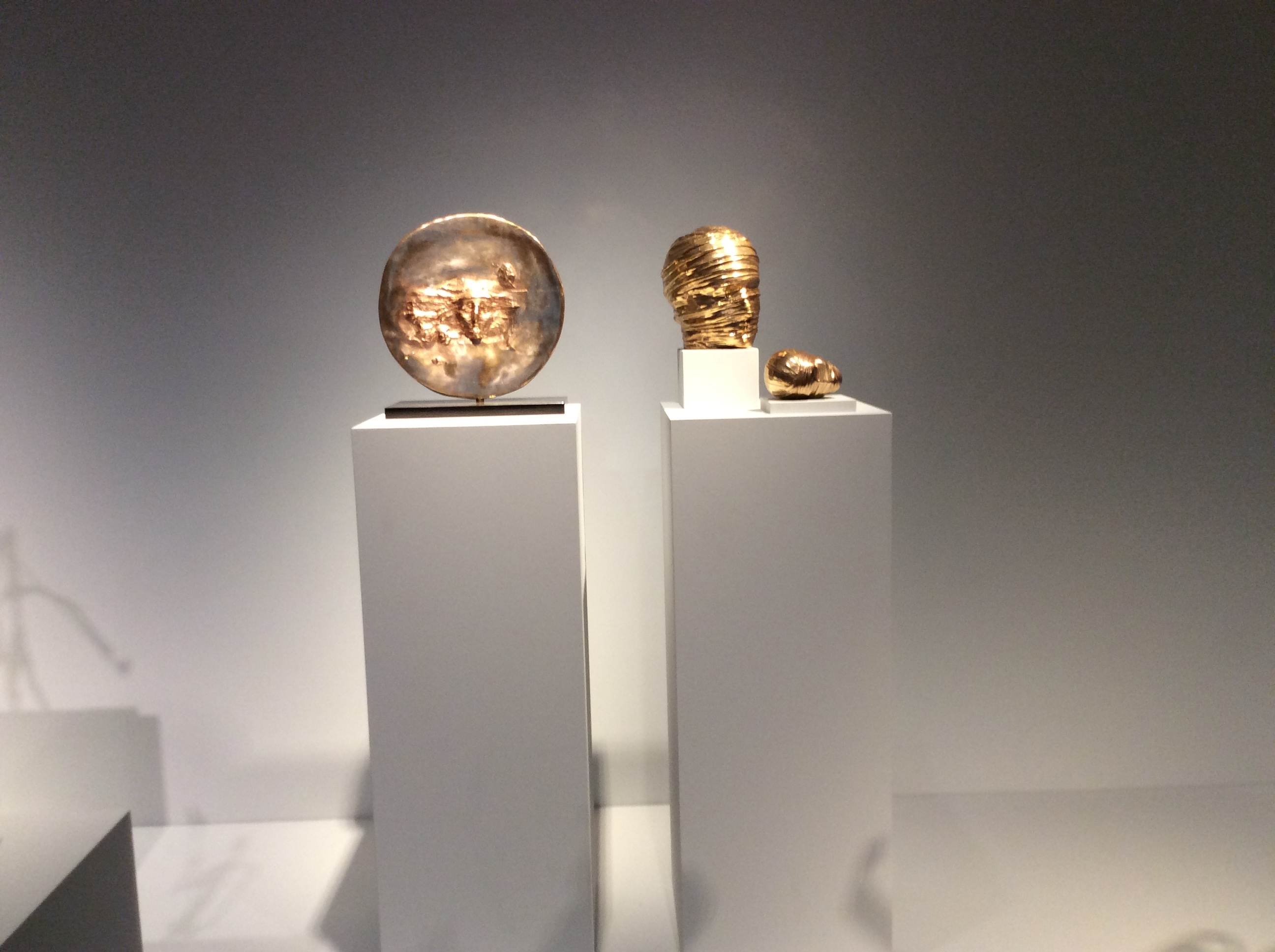
Igor Mitoraj, Miroir III, 1977 ; Eclisse et Tête secrète, 1978.
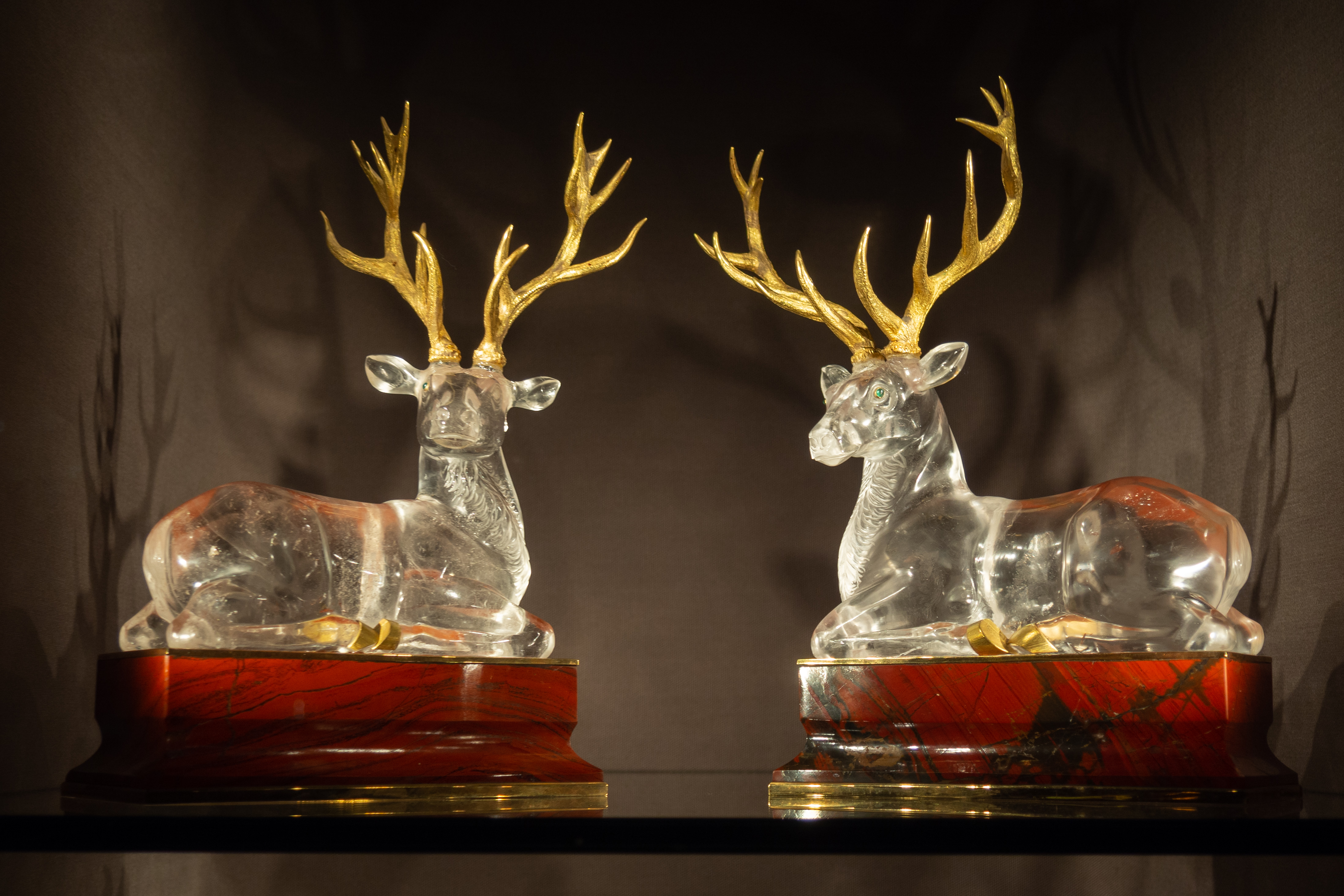
Boucheron, Paire de cerfs en cristal de roche, 1983.